# Piper cathayanum
Piper cathayanum är en pepparväxtart som beskrevs av M.G. Gilbert & N.H. Xia. Piper cathayanum ingår i släktet Piper och familjen pepparväxter. Inga underarter finns listade i Catalogue of Life.